# Barbatia domingensis
Barbatia domingensis är en musselart som först beskrevs av Jean-Baptiste Lamarck 1819.  Barbatia domingensis ingår i släktet Barbatia och familjen Arcidae. Inga underarter finns listade i Catalogue of Life.